# Jason (mythologie)

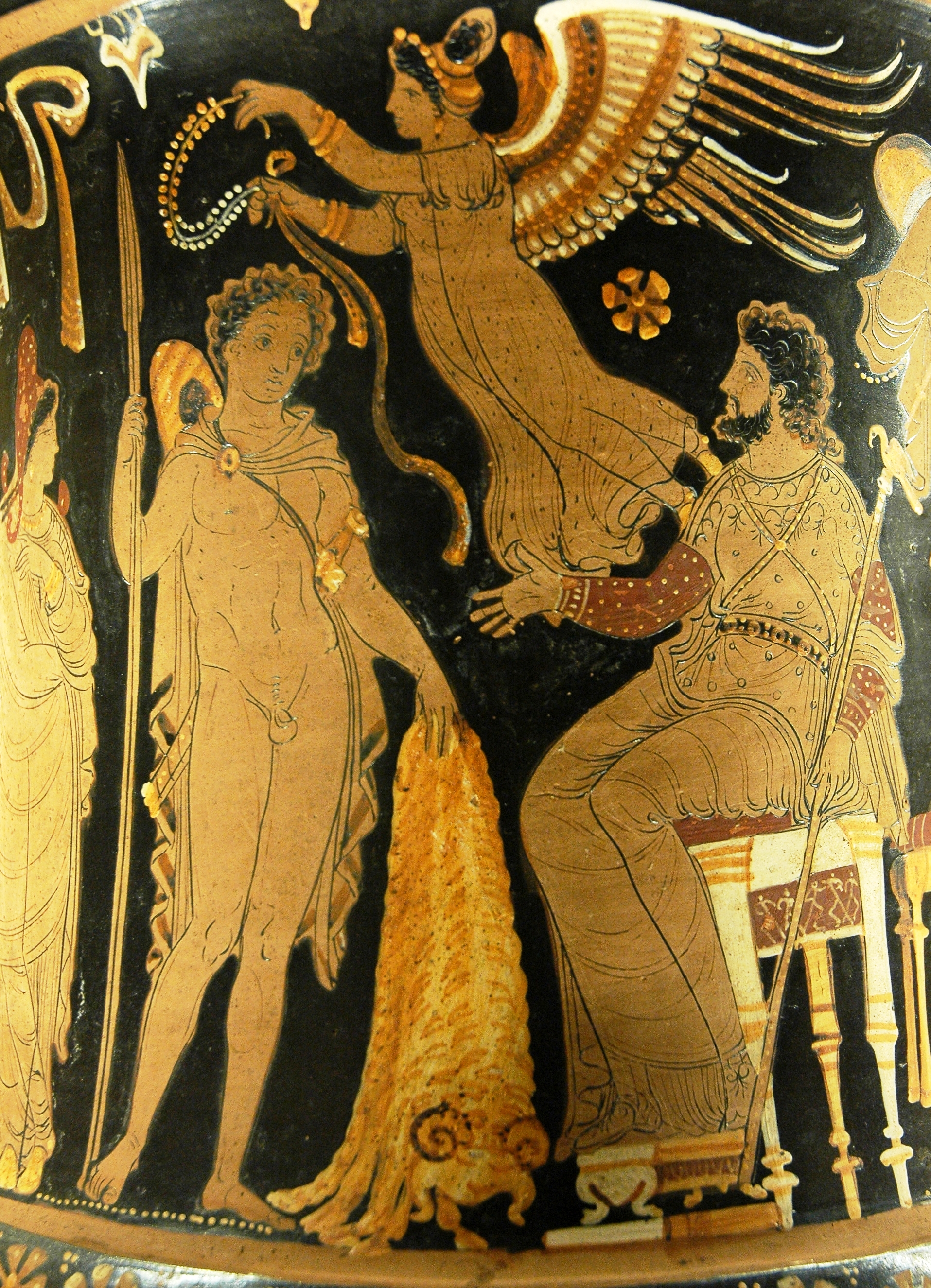
Jason brengt koning Pelias het Gulden Vlies

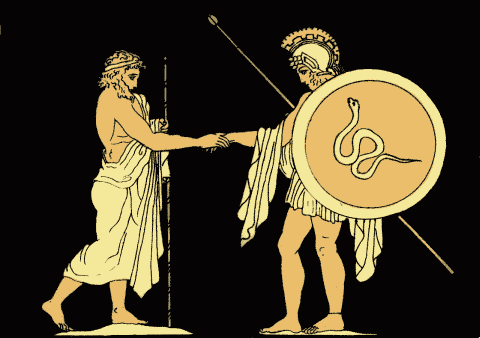
Pelias stuurt Jason op zijn reis

Jason, Oudgrieks: Ἰάσων, Iásôn, was in de Griekse mythologie de zoon van koning Aeson, de koning van Iolkos, een stad in Thessalië. Koning Aeson werd door zijn halfbroer Pelias van de heerschappij beroofd. De ouders van Jason waren, toen hij werd geboren, bang dat Pelias hem zou doden en daarom stuurden ze hem stiekem naar het Peliongebergte, waar hij door de wijze centaur Cheiron werd opgevoed.
Jason keerde toen hij in de twintig was naar Iolkos terug om er koning te worden. Hij eiste de troon van zijn vader terug en Pelias zei dat hij die kon krijgen, maar hij vertelde Jason ook dat hij door de geest van Phrixos werd geplaagd, die eiste dat het Gulden Vlies moest worden teruggehaald. 
Jason besloot de tocht te ondernemen en verzamelde een groot aantal Griekse helden voor de tocht, onder wie Herakles, Theseus, Peleus, Meleager, Laertes, Zetes en Calaïs, Castor en Pollux en de zanger Orpheus. De deelnemers aan de expeditie werden de Argonauten genoemd, omdat hun schip de Argo heette. 
De tocht leidde naar Colchis aan het oosten van de Zwarte Zee. Hier aangekomen vroeg hij de koning van Colchis, Aietes, om het Gulden Vlies. Deze wilde het geven als Jason eerst een opdracht kon uitvoeren: Jason moest twee vuurspuwende stieren, de Khalkotauroi, temmen en met hen het veld ploegen, vervolgens drakentanden zaaien en de krijgers verslaan die hieruit zouden opgroeien. Met hulp van Medea, de dochter van de koning, wist Jason de opdrachten te voltooien. Haar voorwaarde voor deze hulp was echter dat Jason haar moest beloven met haar te zullen trouwen.
Na het succesvol vervullen van deze opdracht keerde Jason terug naar de koning om het Gulden Vlies te ontvangen. Aietes, verrast en boos dat Jason zijn opdrachten had gehaald, vertelde Jason dat het Gulden Vlies door een draak werd bewaakt, om het te bemachtigen zou Jason eerst de draak moeten verslaan. Orpheus zong de draak in slaap waardoor Jason het Gulden Vlies kon weghalen. Aietes werd er niet minder boos om dat Jason het Gulden Vlies toch had weten te bemachtigen, zeker niet toen hij bemerkte dat zijn dochter Medea en zijn jonge zoon, de troonopvolger, met Jason mee waren vertrokken. Hij ging met zijn schepen achter de Argo aan. Medea wist niets beters dan haar jonge broer in stukken te snijden en over boord te gooien. Aietes koos ervoor de overblijfselen van zijn zoon te laten verzamelen, zodat hij kon worden begraven, maar moest daardoor de Argo laten gaan.
Jason en Medea trouwden en kregen kinderen. Toen Jason, jaren later, verliefd werd op een andere vrouw, werd Medea zo boos dat ze haar twee kinderen vermoordde. Daarna liet ze de Argo op Jason omvallen terwijl hij in de schaduw ervan lag te slapen, waardoor hij om het leven kwam.
Er is in de mythologie ook sprake dat ze Jason met stierenbloed heeft vergiftigd. 

## Wetenswaardigheden
- Er is een schiereiland Yason Burnu aan de kust van Turkije aan de Zwarte Zee, in de omgeving waar Jason naar het Gulden Vlies heeft gezocht.

## Film en televisie
- Jason and the Argonauts (1963)
- Jason and the Argonauts (2000)

## Websites
- C Deknatel. Medea. vertaling naar het Nederlands